# Pomoxis
Genre
Pomoxis est un genre de poissons de la famille des Centrarchidae.

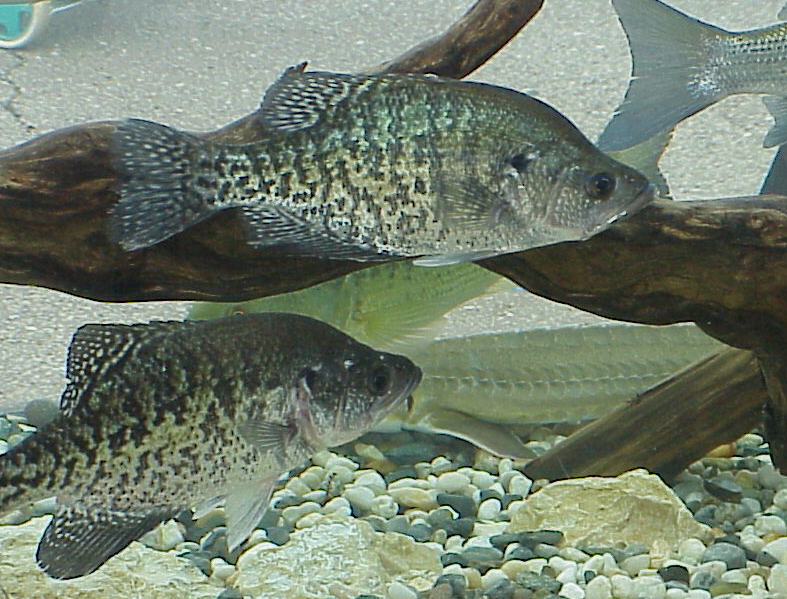
Pomoxis annularis

## Liste des espèces
Selon FishBase (29 janv. 2016) :
- Pomoxis annularis Rafinesque, 1818 - Crapet calico
- Pomoxis nigromaculatus (Lesueur in Cuvier et Valenciennes, 1829) - Marigane noire